# Economisch delict
Een economisch delict is (in Nederland) een overtreding of misdrijf begaan in of door een bedrijfsmatige constructie.
In het algemeen kan men stellen dat wanneer bedrijfs- of beroepsmatig de van toepassing zijnde bepalingen, vergunningen, wet- en regelgeving wordt overtreden, of een volgens onder meer – maar niet uitsluitend – het strafrecht of de wegenverkeerswet of andere wetgeving, een strafbaar feit wordt begaan – al dan niet direct door een natuurlijk persoon, maar op dat moment handelend namens een rechtspersoon (in de regel een bedrijf geregistreerd in het handelsregister), deze worden aangemerkt als economisch delict. 
Deze delicten worden doorgaans met forse boetes gesanctioneerd, zeker vergeleken met het strafrecht, de APV of andere wet- en regelgeving die van toepassing is op natuurlijke personen. Zo wordt bijvoorbeeld het besturen van een voertuig(combinatie) zonder het daarvoor geldige rijbewijs door een privé-persoon minder zwaar bestraft of beboet dan wanneer dit feit wordt gepleegd door een beroepschauffeur in dienst van een bedrijf.
Bij zeer ernstige economische delicten, of delicten waarbij vastgesteld kan worden dat deze door een of meer directieleden bewust zijn begaan of wanneer zij zich ervan bewust waren maar nalatig bleven, kan het leiden tot hoofdelijke vervolging.

## Voorbeelden
- Sommige – doch zeker niet zonder meer alle – vormen van (bedrijfsmatige) fraude. In de regel gaat het om opzettelijke fraude via een bedrijfsmatige constructie waarbij delicten worden gepleegd als:
  - bijvoorbeeld omzet- of jaarrekeningenfraude
  - andere vormen van bedrijfsmatige belastingfraude, zoals bepaald of bedoeld in het fiscaal recht.[noot 2]
  - sommige vormen van witwassen;
  - sommige vormen van verzekeringsfraude;
- handelingen of beslissingen in strijd met de arbeidswetgeving.[noot 3][noot 4]
- Schendingen van de rijtijdenwetgeving door beroeps(goederen)chauffeurs, al dan niet impliciet opgedrongen door leidinggevend personeel.
- Delicten met betrekking tot onder meer beroepsvaart, chemische industrie of andere erkende of beschreven beroepsgroepen of markten waarin bedrijve actief zijn, elk al dan niet met alleen voor die sector geldende wetgeving.[noot 5]
- Overtredingen of misdrijven zoals bepaald dan wel bedoeld in de "Wet op de economische delicten".